# Municipio de Plainfield (condado de Kent)
El municipio de Plainfield (en inglés: Plainfield Township) es un municipio ubicado en el condado de Kent en el estado estadounidense de Míchigan. En el año 2010 tenía una población de 30952 habitantes y una densidad poblacional de 325,35 personas por km².

## Geografía
El municipio de Plainfield se encuentra ubicado en las coordenadas 43°4′26″N 85°36′39″O / 43.07389, -85.61083. Según la Oficina del Censo de los Estados Unidos, el municipio tiene una superficie total de 95.14 km², de la cual 90.77 km² corresponden a tierra firme y (4.59%) 4.37 km² es agua.

## Demografía
Según el censo de 2010, había 30952 personas residiendo en el municipio de Plainfield. La densidad de población era de 325,35 hab./km². De los 30952 habitantes, el municipio de Plainfield estaba compuesto por el 93.71% blancos, el 2.09% eran afroamericanos, el 0.31% eran amerindios, el 1.17% eran asiáticos, el 0.03% eran isleños del Pacífico, el 0.64% eran de otras razas y el 2.05% pertenecían a dos o más razas. Del total de la población el 2.62% eran hispanos o latinos de cualquier raza.

## Educación
Las Escuelas Públicas de Comstock Park sirve el municipio de Plainfield.